# Olympique Casablanca
Club Olympique de Casablanca, mit COC abgekürzt, war ein marokkanischer Sportverein aus Casablanca. 
Bekannt war vor allem die 1904 gegründete Fußballabteilung, die 1995 abgespalten und mit dem örtlichen Rivalen Raja Casablanca fusioniert wurde.
Des Weiteren standen vor allem Rugby und Tennis im Mittelpunkt des Vereins.

## Erfolge (Fußball)
- Marokkanischer Meister: 1994
- Marokkanischer Pokal: 1983, 1990, 1993
- Pokal der arabischen Pokalsieger: 1992, 1993, 1994

## Trainer
- Ilie Balaci (1992–1994)